# Стомашна дилатация и синдром на волвулус при кучета
Стомашна дилатация и синдром на волвулус, или превъртане на стомаха и подуване е най-разпространеното след рака бързо прогресивно смъртоносно заболяване при кучетата. Предизвиква прогресивно раздуване (дилатация) и превъртане на стомаха, увеличено налягане в коремната кухина, увреждане на сърдечно-съдовата система, и намалена перфузия (доставка на хранителни вещества чрез кръвта в артериите на тъканите на организма).
Разширеният стомах се завъртва по надлъжната си ос заедно с прикрепения към стомашната стена далак. Заболяването може да бъде или да не е усложнен с волвулус (преплитане на червата). „При проява на волвулус, стомахът се завъртва на 180° до 360°, при което пилорът се измества наляво от гастроезофагеалното съединение, дванайсетопръстникът се прищипва и блокира изхода на стомаха.“
Заболяването е най-опасно за едрите в напреднала възраст кучета. Симптомите включват тревожно поведение, депресия, коремни болки и коремно раздуване, колапс, тахикардия и диспнея (затруднено дишане).
Точните причини не са известни. Изисква незабавна ветеринарна намеса.